# رابطة الجغرافيين الأمريكيين
رابطة الجغرافيين الأمريكيين جمعية تعليمية وعلمية هدفها تطوير فهم الجغرافيا والعلوم المتعلقة بها ودراستها وأهميتها. يقع مقرها الرئيسي في واشنطن العاصمة. تأسست المنظمة في 29 ديسمبر 1904 في فيلادلفيا، ثم اندمجت معها الجمعية الأمريكية للجغرافيين المحترفين في ديسمبر 1948 في ماديسون، ويسكونسن. اعتبارًا من عام 2020، تضم الجمعية أكثر من 10000 عضو، من ما يقرب من 100 دولة. أعضاء الجمعية الأمريكية للجغرافيين هم جغرافيون ومهنيون ذوو صلة يعملون في القطاعات العامة والخاصة والأكاديمية.